# Camino de los buenos hombres
El camino de los buenos hombres es una ruta turística de 189 km que une el Santuario de Queralt en Berga, Cataluña, España con el Castillo de Montségur en Ariège, Francia. 

## Características
La ruta se puede hacer a pie, a caballo y en la mayoría de tramos en bicicleta de montaña. Recorre las rutas migratorias que utilizaron los cátaros entre los siglos XII y XIV cuando huían primero de los cruzados y después de la inquisición después de que el Papa Inocencio III y el rey de Francia hicieran una cruzada contra ellos. El nombre de la ruta tiene su origen ahí, ya que el término buenos hombres es el término que utilizaban los cátaros para referirse a ellos mismos.
La ruta recorre lugares de gran interés histórico pero también de gran interés natural como el Parque natural del Cadí-Moixeró.

## Lugares de interés por los que transcurre la ruta
- Berga
- Queralt
- Casanova de les Garrigues
- Solsona
- Odén
- Bonner
- Serchs
- Gósol
- Bagá
- Saldes
- Coll de Pendís
- Bellver de Cerdaña
- Coborriu de la Llosa
- Portella Blanca
- Mérens-les-Vals
- Ax les Thermes
- Prades
- Tarascon-sur-Ariège
- Castillo de Montségur
- Foix